# Férfi egyéni mezőnyverseny kerékpározás a 2012. évi nyári olimpiai játékokon
A 2012. évi nyári olimpiai játékokon a kerékpározás férfi egyéni mezőnyverseny versenyszámát július 28-án rendezték.

## Kvalifikáció
A 2011-es UCI World Tour rangsorában az első 10 helyezett nemzet öt versenyzőt indíthatott. A rangsorban elfoglalt további helyezéseik alapján néhány nemzet négy, illetve három versenyzővel képviseltethette magát, (ide tartoztak az America-, Asia- és Africa-Tour legerősebb országai is). A legtöbb versenyző, így például a magyar Lovassy Krisztián is egyedül, esetleg még egy kerékpárossal szerepelt saját nemzetéből.

## Előzetes esélyek
A verseny legnagyobb favoritjának az előző évi világbajnok brit Mark Cavendisht tartották, aki a verseny megnyerésében nagy segítségre számíthatott honfitársaitól, Bradley Wigginstől, a csapatkapitány David Millartól, Chris Froome-tól és Ian Stannardtől. A brit csapatot egyébként az olimpia történetének egyik legjobbjaként ítélték meg, ugyanis az ötből négyen szakaszt tudtak nyerni a Tour de France-on.
Egy esetleges sprintbefutónál további potenciális győztesként tartották számon a belga Tom Boonent, a Tour pontversenyének győztesét, a szlovák Peter Sagant, Edvald Boasson Hagent, Matthew Gosst és André Greipelt.
A címvédő Samuel Sánchez egy Touron elszenvedett bukás utáni sérülés miatt nem indult.

## Útvonal

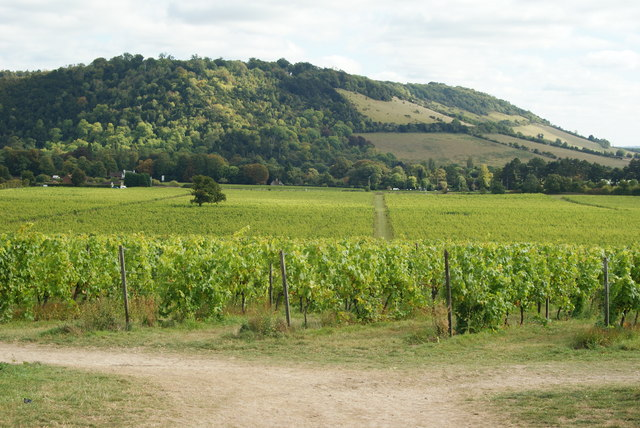
A Box Hillt kilencszer mászták meg a verseny során

A versenytáv 250 kilométer volt, a tömeges rajt után az útvonal London bizonyos részein és Surrey északi részén vezetett keresztül. A nézők a 250-ből 150 kilométeren szabadon tartózkodhattak az út mentén.
A teljes útvonalon brit becslések szerint mintegy egymillió ember nézte végig a versenyt, ez olimpiai rekord.

## Végeredmény
A hivatalos nevezési lista július 23-án került nyilvánosságra.
| #     | Versenyző                    | Idő             |
| ----- | ---------------------------- | --------------- |
| Arany | Alekszandr Vinokourov (KAZ)  | 5:45:57         |
| Ezüst | Rigoberto Urán (COL)         | azonos idővel   |
| Bronz | Alexander Kristoff (NOR)     | 5:46:05         |
| 4     | Taylor Phinney (USA)         | azonos idővel   |
| 5     | Sergey Lagutin (UZB)         | azonos idővel   |
| 6     | Stuart O’Grady (AUS)         | azonos idővel   |
| 7     | Jürgen Roelandts (BEL)       | azonos idővel   |
| 8     | Grégory Rast (SUI)           | azonos idővel   |
| 9     | Luca Paolini (ITA)           | azonos idővel   |
| 10    | Jack Bauer (NZL)             | azonos idővel   |
| 11    | Lars Boom (NED)              | azonos idővel   |
| 12    | Jakob Fuglsang (DEN)         | azonos idővel   |
| 13    | Rui Costa (POR)              | azonos idővel   |
| 14    | Luis León Sánchez (ESP)      | azonos idővel   |
| 15    | Roman Kreuziger (CZE)        | azonos idővel   |
| 16    | Sergio Henao (COL)           | azonos idővel   |
| 17    | Andrij Hrivko (UKR)          | azonos idővel   |
| 18    | Alejandro Valverde (ESP)     | azonos idővel   |
| 19    | Philippe Gilbert (BEL)       | azonos idővel   |
| 20    | Sylvain Chavanel (FRA)       | azonos idővel   |
| 21    | Janez Brajkovič (SLO)        | azonos idővel   |
| 22    | Beppu Fumijuki (JPN)         | azonos idővel   |
| 23    | Robert Gesink (NED)          | azonos idővel   |
| 24    | Alekszandr Kolobnyev (RUS)   | azonos idővel   |
| 25    | Lars Petter Nordhaug (NOR)   | azonos idővel   |
| 26    | Jonathan Castroviejo (ESP)   | 5:46:13         |
| 27    | André Greipel (GER)          | 5:46:37         |
| 28    | Tom Boonen (BEL)             | azonos idővel   |
| 29    | Mark Cavendish (GBR)         | azonos idővel   |
| 30    | Arnaud Démare (FRA)          | azonos idővel   |
| 31    | Francisco Ventoso (ESP)      | azonos idővel   |
| 32    | Murilo Fischer (BRA)         | azonos idővel   |
| 33    | Tyler Farrar (USA)           | azonos idővel   |
| 34    | Peter Sagan (SVK)            | azonos idővel   |
| 35    | Andrey Amador (CRC)          | azonos idővel   |
| 36    | Bernhard Eisel (AUT)         | azonos idővel   |
| 37    | Wong Kam-po (HKG)            | azonos idővel   |
| 38    | Elia Viviani (ITA)           | azonos idővel   |
| 39    | Héctor Rangel (MEX)          | azonos idővel   |
| 40    | Daryl Impey (RSA)            | azonos idővel   |
| 41    | Radoslav Rogina (CRO)        | azonos idővel   |
| 42    | Matti Breschel (DEN)         | azonos idővel   |
| 43    | Assan Bazayev (KAZ)          | azonos idővel   |
| 44    | José Joaquín Rojas (ESP)     | azonos idővel   |
| 45    | Miguel Ubeto (VEN)           | azonos idővel   |
| 46    | Borut Božič (SLO)            | azonos idővel   |
| 47    | Ramūnas Navardauskas (LTU)   | azonos idővel   |
| 48    | Arasiro Jukija (JPN)         | azonos idővel   |
| 49    | Manuel Antonio Cardoso (POR) | azonos idővel   |
| 50    | Rene Mandri (EST)            | azonos idővel   |
| 51    | Jackson Rodríguez (VEN)      | azonos idővel   |
| 52    | Vlagyimir Iszajcsev (RUS)    | azonos idővel   |
| 53    | Javhen Hutarovics (BLR)      | azonos idővel   |
| 54    | Ivan Stević (SRB)            | azonos idővel   |
| 55    | David McCann (IRL)           | azonos idővel   |
| 56    | Aleksejs Saramotins (LAT)    | azonos idővel   |
| 57    | Martin Elmiger (SUI)         | azonos idővel   |
| 57    | Nicki Sørensen (DEN)         | azonos idővel   |
| 59    | Gediminas Bagdonas (LTU)     | azonos idővel   |
| 60    | Michał Kwiatkowski (POL)     | azonos idővel   |
| 61    | Danail Petrov (BUL)          | azonos idővel   |
| 62    | Adil Jelloul (MAR)           | azonos idővel   |
| 63    | Ryder Hesjedal (CAN)         | azonos idővel   |
| 64    | Laurent Didier (LUX)         | azonos idővel   |
| 65    | Jussi Veikkanen (FIN)        | azonos idővel   |
| 66    | Dmitro Krivcov (UKR)         | azonos idővel   |
| 67    | Arnold Alcolea (CUB)         | azonos idővel   |
| 68    | Kristijan Đurasek (CRO)      | azonos idővel   |
| 69    | Nélson Filipe Oliveira (POR) | azonos idővel   |
| 70    | Tomás Gil (VEN)              | azonos idővel   |
| 71    | Lars Bak (DEN)               | azonos idővel   |
| 72    | Gonzalo Garrido (CHI)        | azonos idővel   |
| 73    | Daniel Teklehaymanot (ERI)   | azonos idővel   |
| 74    | Sebastian Langeveld (NED)    | azonos idővel   |
| 75    | Jan Bárta (CZE)              | azonos idővel   |
| 76    | Gustav Larsson (SWE)         | azonos idővel   |
| 77    | Vegard Laengen (NOR)         | azonos idővel   |
| 78    | Branyiszlav Szamojlav (BLR)  | azonos idővel   |
| 79    | Grega Bole (SLO)             | azonos idővel   |
| 80    | Cadel Evans (AUS)            | azonos idővel   |
| 81    | Daniel Schorn (AUT)          | azonos idővel   |
| 82    | Niki Terpstra (NED)          | azonos idővel   |
| 83    | Simon Gerrans (AUS)          | azonos idővel   |
| 84    | Maciej Bodnar (POL)          | azonos idővel   |
| 85    | Matthew Goss (AUS)           | azonos idővel   |
| 86    | Tony Gallopin (FRA)          | azonos idővel   |
| 87    | Michael Schär (SUI)          | azonos idővel   |
| 88    | Timmy Duggan (USA)           | azonos idővel   |
| 89    | Nicholas Roche (IRL)         | azonos idővel   |
| 90    | Dan Martin (IRL)             | azonos idővel   |
| 91    | Michael Rogers (AUS)         | azonos idővel   |
| 92    | Greg Van Avermaet (BEL)      | azonos idővel   |
| 93    | Chris Horner (USA)           | 5:46:46         |
| 94    | Ian Stannard (GBR)           | 5:46:47         |
| 95    | Bert Grabsch (GER)           | azonos idővel   |
| 96    | Michael Albasini (SUI)       | azonos idővel   |
| 97    | Lieuwe Westra (NED)          | azonos idővel   |
| 98    | Gyenyisz Menysov (RUS)       | 5:46:51         |
| 99    | Sacha Modolo (ITA)           | azonos idővel   |
| 100   | Stijn Vandenbergh (BEL)      | azonos idővel   |
| 101   | Vincenzo Nibali (ITA)        | 5:46:53         |
| 102   | Marcel Sieberg (GER)         | 5:47:08         |
| 103   | Bradley Wiggins (GBR)        | 5:47:14         |
| 104   | Tejay van Garderen (USA)     | 5:47:31         |
| 105   | John Degenkolb (GER)         | 5:48:49         |
| 106   | Fabian Cancellara (SUI)      | 5:51:40         |
| 107   | Marco Pinotti (ITA)          | 5:54:04         |
| 108   | David Millar (GBR)           | 5:55:16         |
| 109   | Chris Froome (GBR)           | 5:58:24         |
| 110   | Jánisz Tamurídisz (GRE)      | azonos idővel   |
| –     | Maximiliano Richeze (ARG)    | limitidőn kívül |
| –     | Byron Guama (ECU)            | limitidőn kívül |
| –     | Mehdi Sohrabi (IRI)          | limitidőn kívül |
| –     | Gabor Kasa (SRB)             | limitidőn kívül |
| –     | Ahmet Akdilek (TUR)          | limitidőn kívül |
| –     | Gregory Panizo (BRA)         | nem ért célba   |
| –     | Edvald Boasson Hagen (NOR)   | nem ért célba   |
| –     | Azzedine Lagab (ALG)         | nem ért célba   |
| –     | Spas Gyurov (BUL)            | nem ért célba   |
| –     | Muhamad Othman (MAS)         | nem ért célba   |
| –     | Miraç Kal (TUR)              | nem ért célba   |
| –     | Kemal Küçükbay (TUR)         | nem ért célba   |
| –     | Muradjan Halmuratov (UZB)    | nem ért célba   |
| –     | Magno Nazaret (BRA)          | nem ért célba   |
| –     | Tony Martin (GER)            | nem ért célba   |
| –     | Lovassy Krisztián (HUN)      | nem ért célba   |
| –     | Amir Rusli (MAS)             | nem ért célba   |
| –     | Oleg Berdos (MDA)            | nem ért célba   |
| –     | Michał Gołaś (POL)           | nem ért célba   |
| –     | Andrei Nechita (ROU)         | nem ért célba   |
| –     | Vaszil Kirijenka (BLR)       | nem ért célba   |
| –     | Alireza Haghi (IRI)          | nem ért célba   |
| –     | Greg Henderson (NZL)         | nem ért célba   |
| –     | Giorgi Nadiradze (GEO)       | nem ért célba   |
| –     | Park Sung-Baek (KOR)         | nem ért célba   |
| –     | Soufiane Haddi (MAR)         | nem ért célba   |
| –     | Manuel Rodas (GUA)           | nem ért célba   |
| –     | Dan Craven (NAM)             | nem ért célba   |
| –     | Mouhssine Lahsaini (MAR)     | nem ért célba   |
| –     | Omar Hasanin (SYR)           | nem ért célba   |
| –     | Jorge Soto (URU)             | nem ért célba   |
| –     | Fabio Duarte (COL)           | nem ért célba   |
| –     | Mickaël Bourgain (FRA)       | nem ért célba   |
| –     | Amir Zargari (IRI)           | nem ért célba   |

- Limitidőn kívül - A limitidőt a győzteshez képest +5%-ban szabták meg.[14]